# 張鴻烈 (康熙博學宏詞)
张鸿烈（?—?），字毅文，江南山阳人。

## 生平
康熙己未召试博学鸿词科，授检讨，充纂修《明史》官，有太史之称，為人耿介，常犯颜直谏，得罪權貴，而受到谪官。康熙二十六年以母病归里。康熙二十八年帝南巡，曾邀他復出，但他始終无意复出。又曾参与《山阳县志》纂修。

## 家族
父张新标。